# Walid Abbas
Walid Abbas Murad Yusuf Al-Baluszi (arab. وليد عباس, ur. 11 czerwca 1985 w Dubaju) – emiracki piłkarz występujący na pozycji obrońcy. Od 2017 roku jest zawodnikiem drużyny Shabab Al-Ahli.

## Kariera piłkarska
Walid Abbas od początku kariery występował w zespole Al-Shabab. W 2008 zdobył pierwsze mistrzostwo kraju w swojej karierze. Pod koniec tego samego roku zadebiutował w reprezentacji Zjednoczonych Emiratów Arabskich. W 2011 został powołany do kadry na Puchar Azji rozgrywany w Katarze. Jego drużyna zajęła ostatnie miejsce w grupie i nie awansowała do dalszej fazy. Natomiast Abbas zapisał się strzeleniem dwóch bramek samobójczych, najpierw w spotkaniu z Irakiem (0:1), a następnie z Iranem (0:3). W obu przypadkach trafił do własnej siatki w doliczonym czasie gry drugiej połowy. W 2013 przeszedł do klubu Al-Ahli Dubaj. W nowych barwach przyczynił się do zdobycia dwóch mistrzostw kraju (2013/14 i 2015/16). W 2015 roku po raz kolejny pojechał na Puchar Azji. W rozgrywanym w Australii turnieju wraz z pozostałymi zawodnikami zajął trzecie miejsce w turnieju. W 2017 roku jego klub został połączony z dwoma innymi zespołami w wyniku czego powstał klub Shabab Al-Ahli, którego Abbas został zawodnikiem. W roku 2019 w wieku 34 lat po raz trzeci został powołany na Puchar Azji.